# Jacques Rosenzweig
Jacques Rosenzweig, né le 26 novembre 1923 à Strasbourg et mort  à Strasbourg le 20 novembre 2013,  est un juif français, d'origine polonaise, faisant partie des maquis, qui participe à la libération de Castres (Tarn), en août 1944.

## Éléments biographiques
Jacques Rosenzweig, né en 1923, en Alsace, est le fils de Zwi David Rosenzweig, né à Lodz, en Pologne, et de Mathilde Joshkowicz, aussi originaire de Pologne. La famille arrive en France en 1921. Zwi David Rosenzweig est Hazzan (chantre) à Fegersheim (arrondissement de Strasbourg) (Bas-Rhin), puis il vit à Geispolsheim (arrondissement de Strasbourg), (Bas-Rhin), à Soultz-sous-forêts (Bas-Rhin), où il est flutiste de la ville, puis s'installe définitivement à Strasbourg (Bas-Rhin), en 1935.
Jacques Rosenzweig est membre d'une fratrie de onze enfants.
Jacques Rosenzweig a douze ans en 1935 lorsque son père, qui s'occupait de la préparation à sa Bar Mitzvah, décède. Selon Jean Daltroff, "Jacques Rosenzweig poursuivit sa préparation auprès de Monsieur Schifman à son domicile au coin de la rue du Marais Vert. "On chantait avec lui et l'on reprenait un morceau de la Torah". Un an plus tard, en novembre 1936, il fit une cérémonie religieuse toute simple à la synagogue du quai Kléber. "Ce n'était pas une grande fête et c'était plutôt triste". Il n'y avait en effet que sa mère Guitla Manela, ses deux sœurs Régine et Mathilde et quelques amis présents le jour de la cérémonie."
Il est un des huit résistants du groupe EIF du maquis juif de la Malquière à Vabre dans le Tarn,,. "La Malquière" est une petite ferme située au nord-est de Castres (Tarn), dans le massif du Sidobre, dans les Monts de Lacaune où s'installe le 16 décembre 1943, l'embryon de la future Compagnie Marc Haguenau. La Compagnie Marc Haguenau participe à la Libération de la France. C'est Robert Gamzon qui donne le nom de Marc Haguenau à l'ensemble des maquis EIF du Tarn en juin 1944.
Comme membre du maquis, Jacques Rosenzweig participe à la libération de Castres, en août 1944.
Après la Guerre, Jacques Rosenzweig retourne habiter à Strasbourg. Il est mort à Strasbourg le 20 novembre 2013. Il est enterré au cimetière juif de Strasbourg-Cronenbourg.

## Honneurs
- Médaille de la Résistance
- Chevalier de la Légion d'honneur[10]